# Pulvinaria platensis
Pulvinaria platensis är en insektsart som beskrevs av Brethes in Massini och Brethes 1918. Pulvinaria platensis ingår i släktet Pulvinaria och familjen skålsköldlöss. Inga underarter finns listade i Catalogue of Life.